# 1482 Sebastiana
1482 Sebastiana (1938 DA1) là một tiểu hành tinh vành đai chính được phát hiện ngày 20 tháng 2 năm 1938 bởi K. Reinmuth ở Heidelberg.